# Weng (Bavière)
Weng est une commune de Bavière (Allemagne), située dans l'arrondissement de Landshut, dans le district de Basse-Bavière.

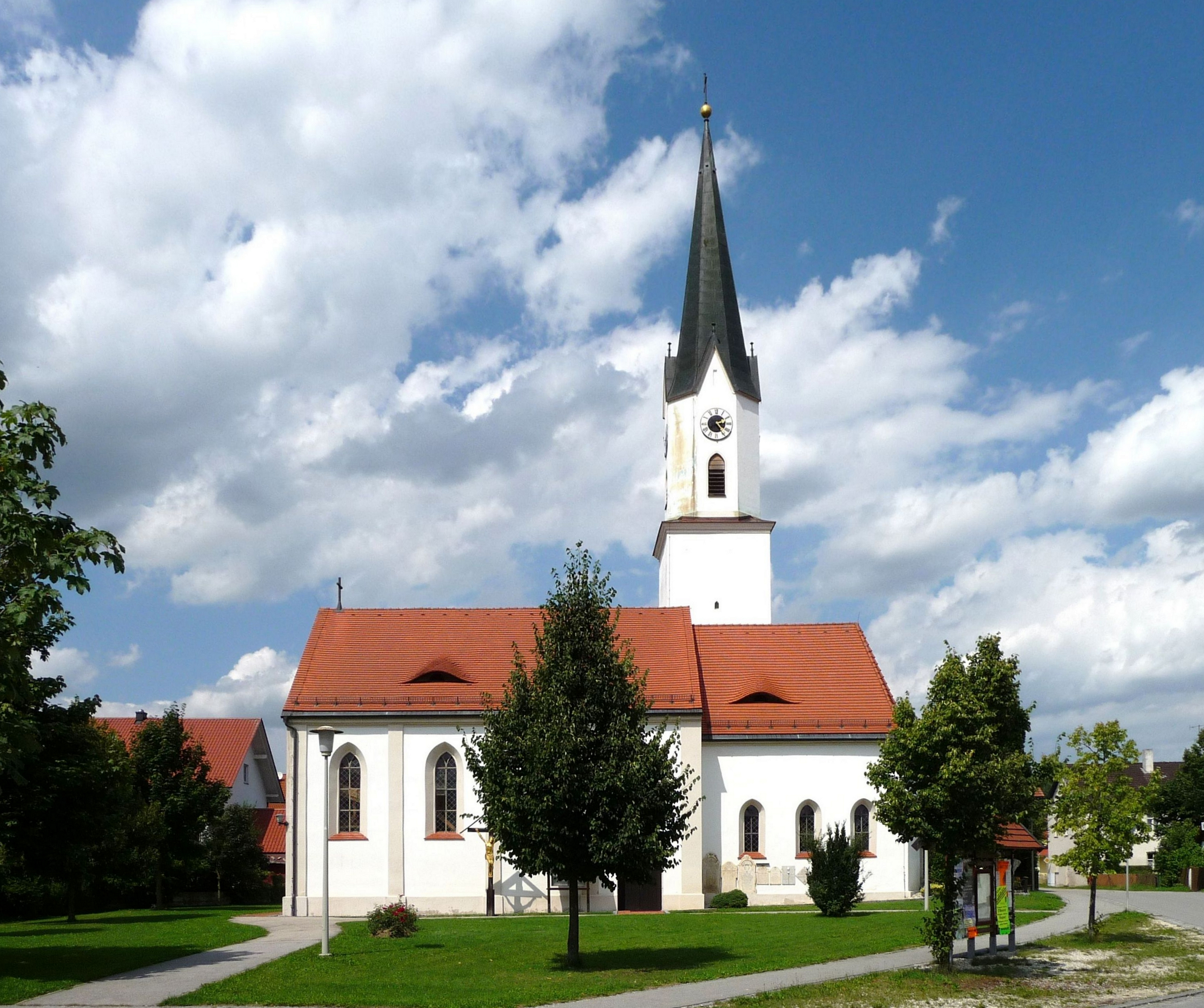
L'église Mariä Himmelfahrt